# Milton, Washington
Milton är en ort i Pierce County i delstaten Washington, USA.